# Girolamo Vigni
Girolamo Vigni detto Pippìo (Monteroni d'Arbia, 11 luglio 1878 – Reggio Emilia, 12 maggio 1906) è stato un fantino italiano, vincitore del Palio di Siena nel 1899.

## Carriera
Pippìo fece il suo debutto al Palio di Siena il 16 agosto 1898 nella Selva, contrada per cui vinse nel luglio 1899. Fu una vittoria di rimonta su Angelo Volpi detto Bellino del Drago dopo una partenza disastrosa; in quell'occasione riuscì anche ad avere la meglio sulle nerbate di Ansanello della Pantera.
Vigni fu coinvolto in un fatto di sangue il 23 febbraio 1902. Per ragioni legate a un debito non pagato e probabilmente anche per questioni familiari, il fantino uccise a coltellate un suo coetaneo di Monteroni d'Arbia. Venne processato e fu condannato a nove anni di reclusione: chiuse così la sua carriera di fantino dopo 7 presenze e una vittoria in Piazza del Campo. Morì nel carcere di Reggio Emilia nel 1906.

## Presenze al Palio di Siena
Le vittorie sono evidenziate ed indicate in neretto.
| Palio            | Contrada     | Cavallo              | Note   |
| ---------------- | ------------ | -------------------- | ------ |
| 16 agosto 1898   | Selva        | Morello del Brandani |        |
| 2 luglio 1899    | Selva        | Gallia               |        |
| 16 agosto 1899   | Valdimontone | Baio del Butini      |        |
| 2 luglio 1900    | Pantera      | Morello del Vigni    | scosso |
| 9 settembre 1900 | Valdimontone | Morello del Neri     |        |
| 2 luglio 1901    | Selva        | Baio del Tamberi     |        |
| 16 agosto 1901   | Istrice      | Morello del Neri     |        |